# Sylvicola zhejianganus
Sylvicola zhejianganus är en tvåvingeart som beskrevs av Yang och Xiaolong Cui 1998. Sylvicola zhejianganus ingår i släktet Sylvicola och familjen fönstermyggor.
Artens utbredningsområde är Zhejiang (Kina). Inga underarter finns listade i Catalogue of Life.